# Mañana te cuento
Mañana te cuento és una pel·lícula eròtica peruana dirigida per Eduardo Mendoza de Echave i estrenada el 2005. El seu repartiment inclou a Jason Day i Melania Urbina.

## Argument
És la nit de Halloween i del Dia de la Cançó Criolla a la ciutat de Lima, quatre joves de 17 anys (Manuel, Juan Diego, el gorso i Efraín) han decidit sortir de tabola. Després d'una sèrie de successos desafortunats (són assaltats per homes disfressats d'els Simpson i després detinguts per policies que els cobren una alta coima), tornaran a la casa de Juan Diego (Jason Day).
Aprofitant l'absència dels seus pares, sorgeix la idea de contractar unes prostitutes per a fer debutar sexualment a Manuel (Bruno Ascenzo). Però la nit no sortirà com esperaven, sinó tot el contrari.

## Repartiment
- Bruno Ascenzo - Manuel
- Óscar Beltrán - Efraín
- Jason Day - Juan Diego
- José Manuel Peláez - El gordo
- Melania Urbina - Bibiana
- Milene Vásquez - Carla
- Angie Jibaja - Gabriela

## Recepció
Mañana te cuento va ser una de les pel·lícules més taquilleres del cinema peruà, aconseguit en total 288 242 espectadors. Això va motivar la filmació d'una seqüela, Mañana te cuento 2, estrenada en 2008.